# San Ignacio (Chalatenango)
Pour les articles homonymes, voir San Ignacio.
San Ignacio est une petite ville au centre d'une municipalité située au nord ouest du Salvador à 8 kilomètres de la frontière du Honduras dans le Département de Chalatenango.

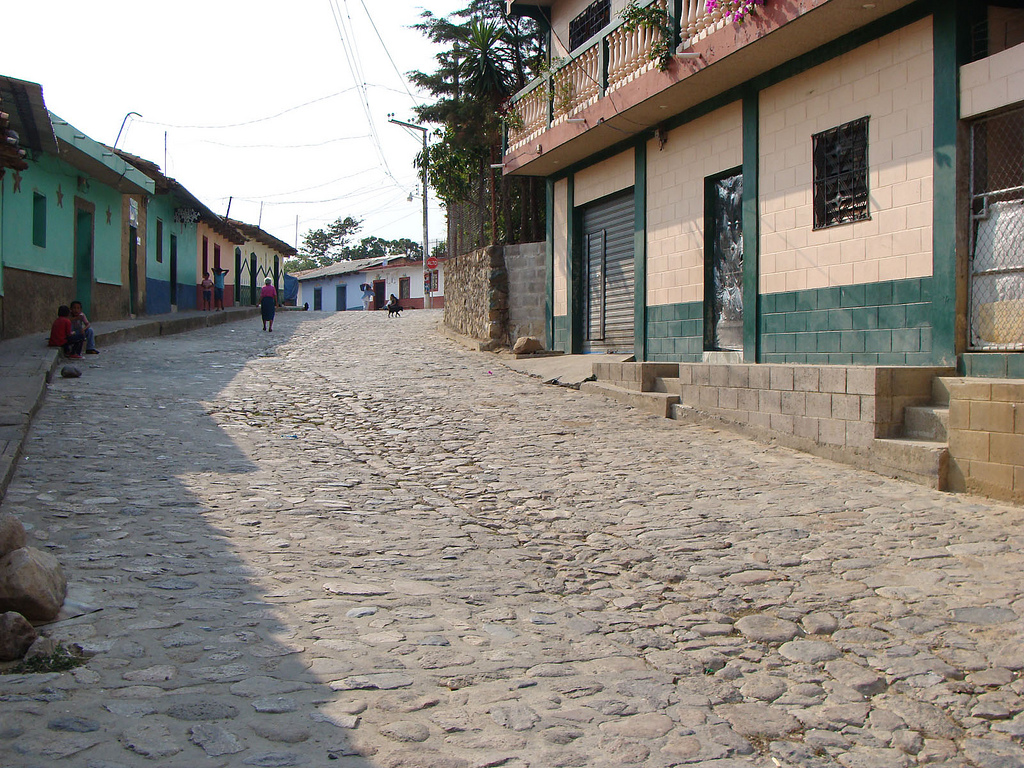
Une rue typique du centre de San Ignacio

## Géographie
Située dans le nord du Département de Chalatenango, la municipalité de San Ignacio est à 88 kilomètres de la capitale du Salvador et à une vingtaine de Chalatenango.
Parmi les villages les plus proches de San Ignacio se trouvent Citalá et La Palma (es). 

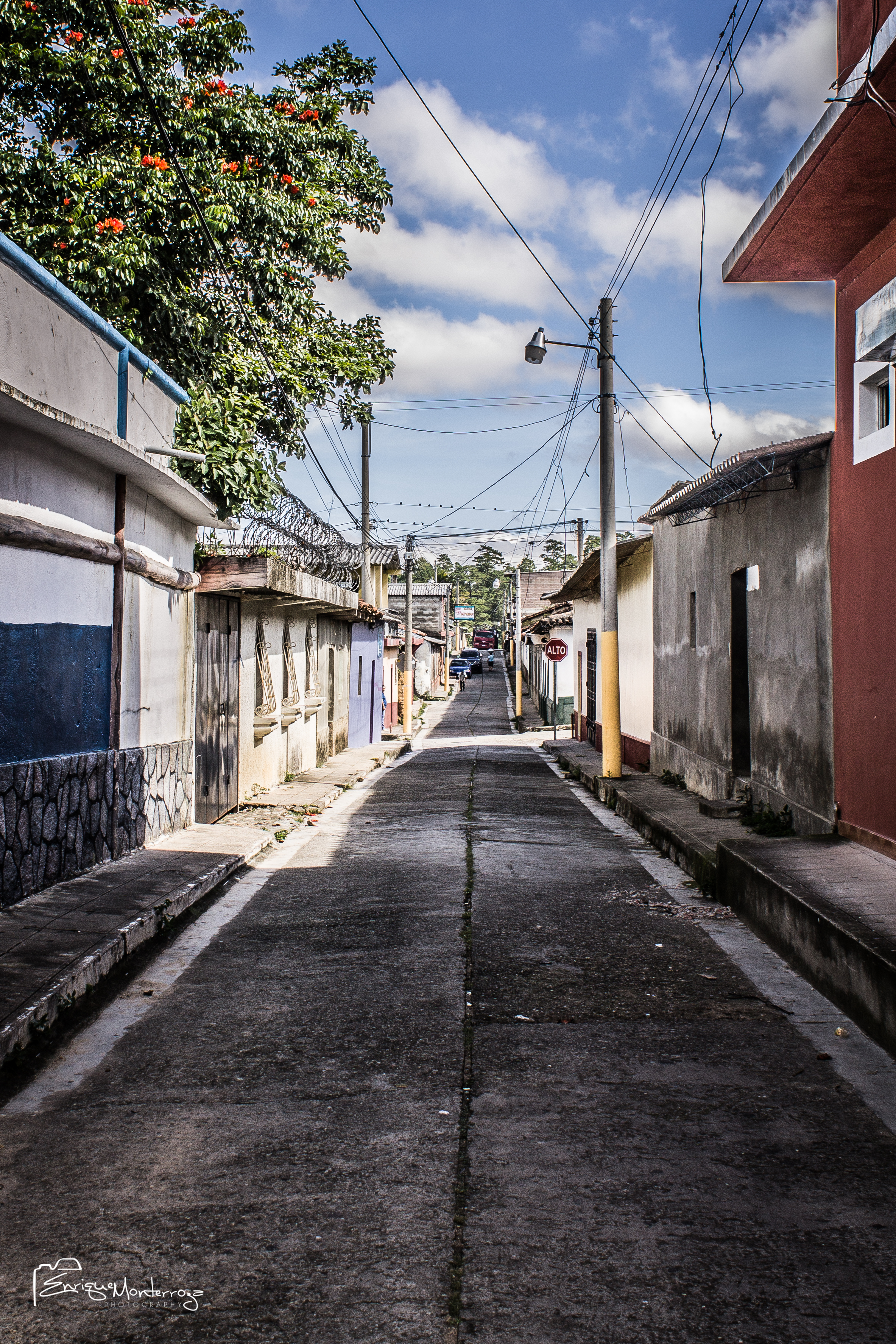
Une rue de San Ignacio

San Ignacio est une municipalité montagnarde qui s'étend dans la Sierra Madre de Chiapas dont la ville-centre est juchée à 1 010 mètres de hauteur. Elle est entourée de montagnes moyennes et élevées comme El Cayaguanca et El Montecristo et c'est sur son territoire que culmine le sommet du  Salvador, le Cerro El Pital avec ses 2 730 mètres. 
De plus, la municipalité de San Ignacio a la particularité géographique d'être la plus septentrionale du Salvador.